# Katie Kelly
Kathleen Elizabeth Kelly, verheiratete Katie LaForge, (* 2. Juni 1987 in Kansas City, Missouri) ist eine ehemalige US-amerikanische Fußballspielerin und -trainerin.

## Karriere

### Verein
Kelly begann ihre Karriere im Jahr 2009 beim W-League-Teilnehmer Hudson Valley Quickstrike Lady Blues, ehe sie in der Saison 2010 für den schwedischen Erstligisten Kristianstads DFF auflief. Nach einem kurzen Gastspiel beim FC Indiana kehrte sie für die Saison 2011 zu Hammarby IF nach Schweden zurück.
Ab Januar 2012 spielte Kelly beim Bundesligisten 1. FC Lokomotive Leipzig, mit dem sie am Saisonende abstieg. Anfang 2013 wurde sie vom FC Kansas City verpflichtet und gab ihr Ligadebüt am 13. April 2013 gegen den Portland Thorns FC. Am 20. Februar 2014 trennte sich der FC Kansas City von Kelly und Jaime French. Kelly wechselte daraufhin zum finnischen Erstligisten Kokkola Futis 10 und ein Jahr später weiter zu Åland United. In der Saison 2017 spielte sie für den WPSL-Teilnehmer KC Courage.

### Nationalmannschaft
Aufgrund der kanadischen Herkunft ihres Vaters wurde Kelly im November 2011 von Nationaltrainer John Herdman zu einem Trainingslager der kanadischen Nationalmannschaft eingeladen, kam jedoch in keinem offiziellen Länderspiel zum Einsatz.

## Privates
Kellys jüngere Schwester Maegan Kelly ist kanadische Fußballnationalspielerin.